# Cimetière national d'Eagle Point
Le cimetière national d'Eagle Point est un cimetière national des Etats-Unis situé juste à l'est d'Eagle Point, dans le comté de Jackson de l'État de l'Oregon et à environ 14 milles (23 km) au nord-est de Medford. Administré par le département des États-Unis des affaires des anciens combattants, il s'étend sur 43,4 acres (17,6 ha), et à partir de 2014, contient plus de 17 000 inhumations.

## Histoire
Le cimetière national de Cypress Hill ouvre en 1952, au service des installations des anciens combattants dans la White City, Oregon à environ quatre miles de là. L'administration est transférée au système des cimetières nationaux en 1973, quand il est nommé cimetière national de White City. Le nom change en cimetière national d'Eagle Point le 19 mars 1985.

## Monuments notables
- Un mémorial dédié à « tous les anciens combattants inconnus », est érigé dans le cimetière, en 1980, il est donné par l'organisation des anciens combattants invalides américains[1].
- Un carillon est donné par les anciens combattants américains dans le cadre de leur programme de mémoire vivante internationale, qui a commencé peu de temps après la seconde guerre mondiale.
- Un mémorial dédié à tous les premières division de Marines de toutes les guerres, est donné par l'association de la première division de Marines.

## Inhumations notables
- Lieutenant de l'USN George Ray Tweed (1902-1989) – vétéran de la seconde guerre mondiale vétéran qui s'est caché pendant deux ans et demi après la bataille de Guam, échappant à la capture et fournissant des informations aux forces américaines dans le Pacifique. Il a écrit Robinson Crusoe, USN qui a inspiré le film No Man Is an Island[2],[3].
- Charlene Pryer (1921-1999) – vétéran de la seconde guerre mondiale et joueuse de la ligue de baseball professionnelle feminine américaine[4].